# East Is East
East Is East és una pel·lícula de tragicomèdia britànica escrita per Ayub Khan-Din i dirigida el 1999 per Damien O'Donnell. Està ambientada a Salford, Lancashire, (ara al Gran Manchester) en 1971, en una llar britànica d'ètnia mixta encapçalada pel pare pakistanès George (Om Puri) i d'una mare anglesa, Ella (Linda Bassett).
East Is East està basada en l'obra East Is East d'Ayub Khan-Din, que es va estrenar al Birmingham Repertory Theatre l'octubre de 1996 i Royal Court Theatre el novembre de 1996. El títol deriva del poema de Rudyard Kipling The Ballad of East and West, que comença: "Oh East is East, and West is West, and never the twain shall meet". Fou presentada a la Quinzena dels Directors del 52è Festival Internacional de Cinema de Canes.

## Sinopsi
George Khan, a qui els seus fills anomenen "Genghis", és pakistanès i se'n sent orgullós. Propietari d'un restaurant de peix i patates fregides, on la seva dona treballa incansablement, educa els seus set fills amb puny de ferro i els vol fer bons petits pakistanesos. Però estem a Salford, al nord d'Anglaterra, el 1971. I fins i tot si Ella, l'esposa anglesa de George, s'esforça a estimar i respectar el tirà domèstic que és el seu marit, vol contribuir com a mínim. a la felicitat dels seus fills. Trencats entre la moda de pantalons de pota d'elefant i casaments concertats pel seu pare, només aspiren a convertir-se en ciutadans britànics del seu temps.

## Repartiment
- Om Puri – Zahir "George" Khan
- Linda Bassett – Ella Khan
- Ian Aspinall – Nazir "Nigel" Khan
- Raji James – Abdul "Arthur" Khan
- Jimi Mistry – Tariq "Tony" Khan
- Emil Marwa – Maneer "Gandhi" Khan
- Chris Bisson – Saleem "Picasso" Khan
- Archie Panjabi – Meenah Khan
- Jordan Routledge – Sajid "Spaz" Khan
- Emma Rydal – Stella Moorhouse
- John Bardon – Mr. Moorhouse
- Gary Damer – Earnest "Pongo" Moorhouse
- Ruth Jones – Peggy
- Madhav Sharma – Mr Shah
- Lesley Nicol – Auntie Annie

## Premis i nominacions
La pel·lícula va guanyar el Premi Alexander Korda a la millor pel·lícula britànica als premis BAFTA, i fou declarada millor pel·lícula de comèdia als British Comedy Awards.
El guionista, Ayub Khan-Din, va guanyar el British Independent Film Award i el London Critics' Circle Film Awards pel seu guió. També va ser nominat a dos premis BAFTA al millor guió adaptat i el Premi Carl Foreman al més prometedor, i als Premis del Cinema Europeu al millor guió.
El director, Damien O'Donnell, va guanyar el millor debut dels premis Empire, la millor pel·lícula als Evening Standard British Film Awards i Fantasporto, el premi especial OCIC al Buenos Aires Festival Internacional de Cine Independiente, el premi Rei Pescador al Festival Internacional de Cinema de Ljubljana, i l'Espiga d'Or de la Seminci. i fou nominada als premis British Independent Film, al Premis David di Donatello i al Goya a la millor pel·lícula europea.